# Trinectes microphthalmus
Trinectes microphthalmus är en fiskart som först beskrevs av Paul Chabanaud 1928.  Trinectes microphthalmus ingår i släktet Trinectes och familjen Achiridae. Inga underarter finns listade i Catalogue of Life.